# U-226
Unterseeboot 226 foi um submarino alemão do Tipo VIIC, pertencente a Kriegsmarine que atuou durante a Segunda Guerra Mundial.

## Comandantes
| Comandante           | Data                                        |
| -------------------- | ------------------------------------------- |
| Kptlt. Rolf Borchers | 1 de agosto de 1942 - 26 de julho de 1943   |
| Oblt. Albrecht Gänge | 26 de julho de 1943 - 6 de novembro de 1943 |

## Subordinação
Durante o seu tempo de serviço, esteve subordinado às seguintes flotilhas:
| Período                                      | Flotilha                                  |
| -------------------------------------------- | ----------------------------------------- |
| 1 de agosto de 1942 - 31 de dezembro de 1942 | 5. Unterseebootsflottille (treinamento)   |
| 1 de janeiro de 1943 - 6 de novembro de 1943 | 6. Unterseebootsflottille (serviço ativo) |

## Operações conjuntas de ataque
O U-226 participou das seguinte operações de ataque combinado durante a sua carreira:
- Rudeltaktik Falke (8 de janeiro de 1943 - 12 de janeiro de 1943)
- Rudeltaktik Habicht (10 de janeiro de 1943 - 19 de janeiro de 1943)
- Rudeltaktik Haudegen (19 de janeiro de 1943 - 15 de fevereiro de 1943)
- Rudeltaktik Sturmbock (24 de fevereiro de 1943 - 26 de fevereiro de 1943)
- Rudeltaktik sem nome (15 de abril de 1943 - 18 de abril de 1943)
- Rudeltaktik Specht (19 de abril de 1943 - 4 de maio de 1943)
- Rudeltaktik Fink (4 de maio de 1943 - 5 de maio de 1943)
- Rudeltaktik Siegfried (22 de outubro de 1943 - 27 de outubro de 1943)
- Rudeltaktik Siegfried 3 (27 de outubro de 1943 - 30 de outubro de 1943)
- Rudeltaktik Jahn (30 de outubro de 1943 - 2 de novembro de 1943)
- Rudeltaktik Tirpitz 4 (2 de novembro de 1943 - 6 de novembro de 1943)